# كانلوني
كَنِلّوني (بالإيطالية: Cannelloni)‏ هي نوع من المعكرونة الإيطالية المستطيلة، تلفّ بشكل دائري أو اسطواني. تطهى على النار ثم تضاف في داخلها الحشوة والصلصة. تحضّر عادةً عجينة الكنلّوني من الحليب، البيض، الطحين، الملح والفلفل. أما الحشوة فتحضّر من اللحم، البصل، البازيلاء، الجبن. الصلصة التي تدهن بها الكنلّوني هي صلصة الطماطم مع الملح والفلفل. كما يمكن أن تتألف الحشوة من الجبن أو السبانخ).

## معرض صور

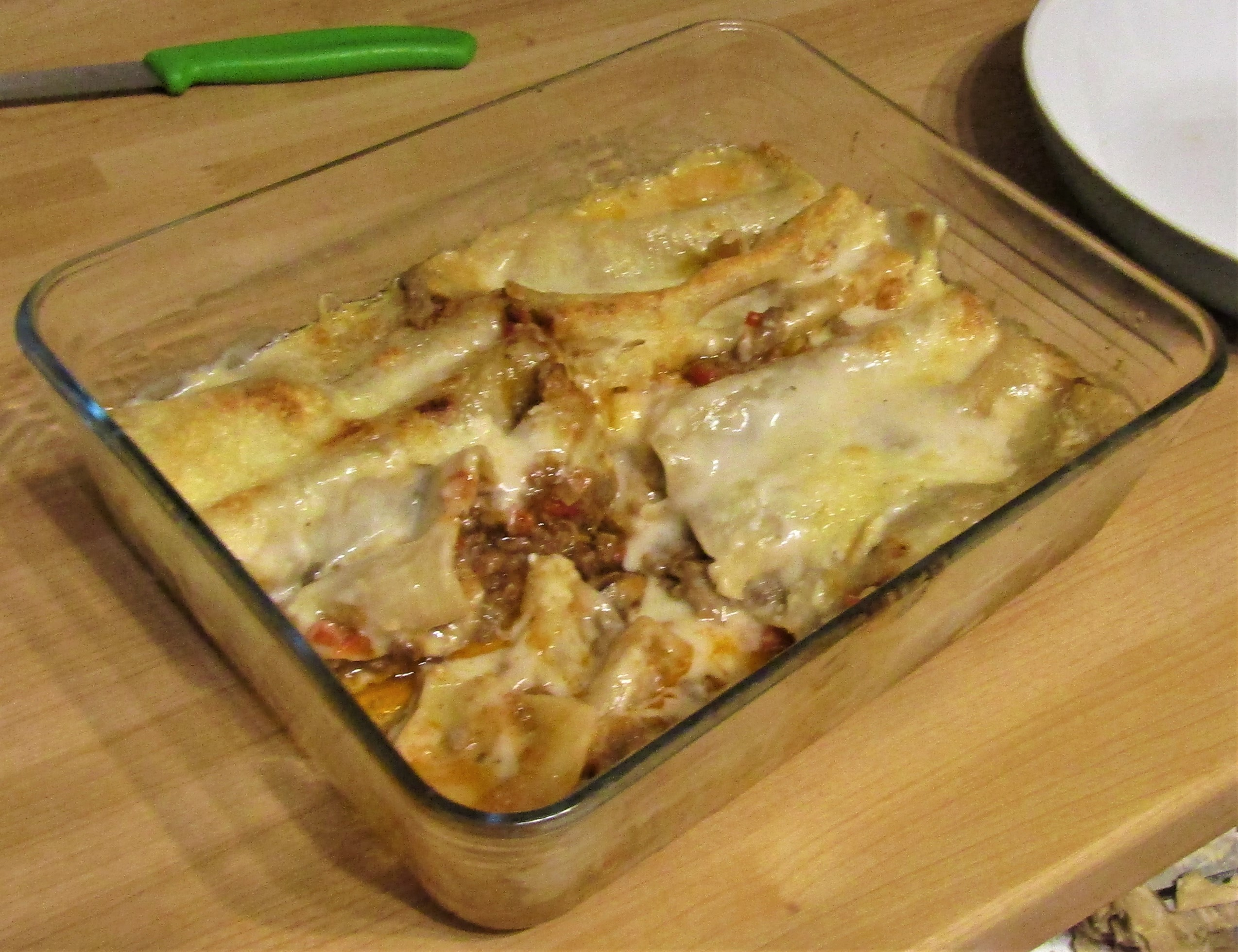
كانيلوني لحم البقر والفطر والبصل.
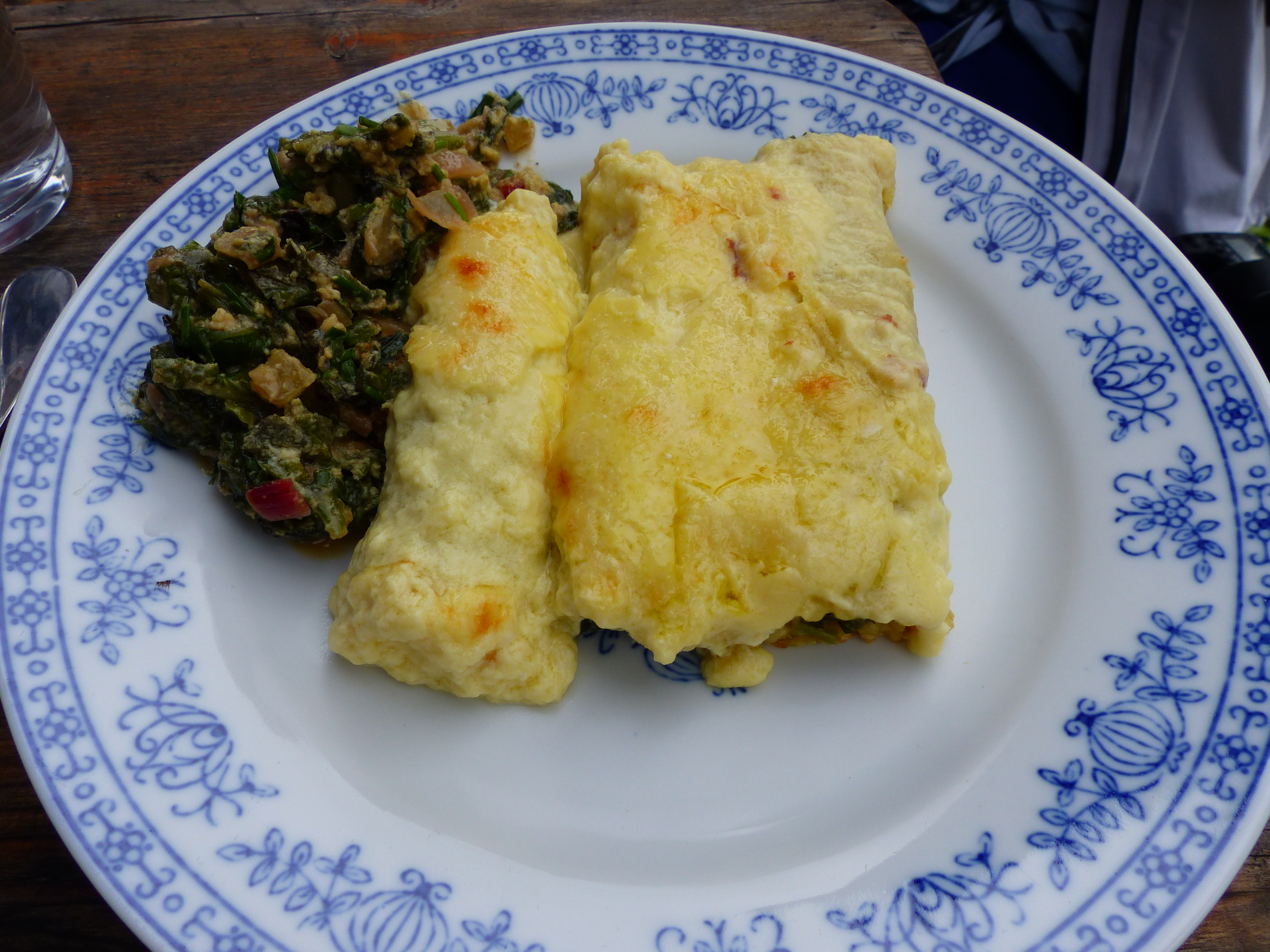
كانيلوني مع حشوة السلق
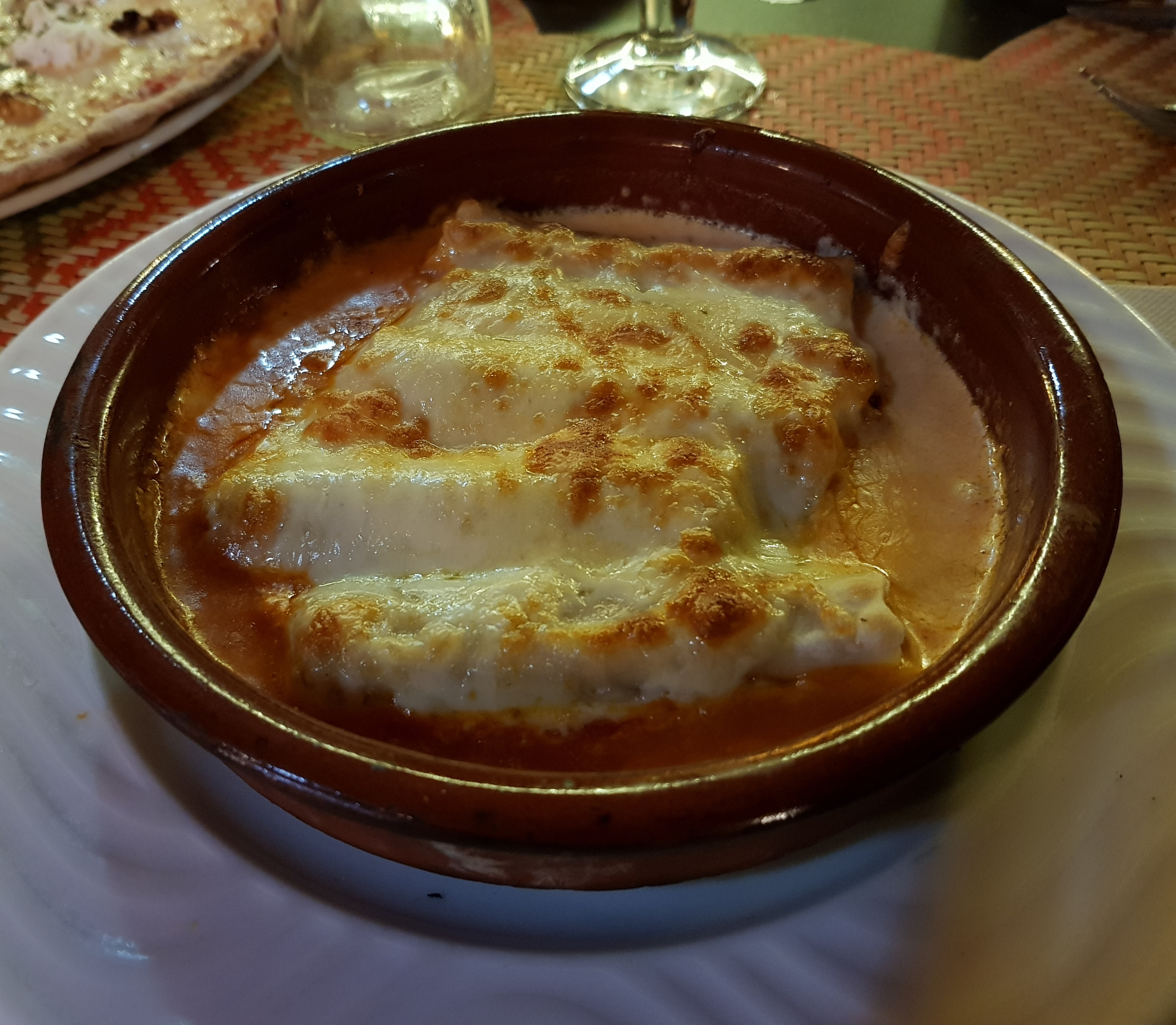
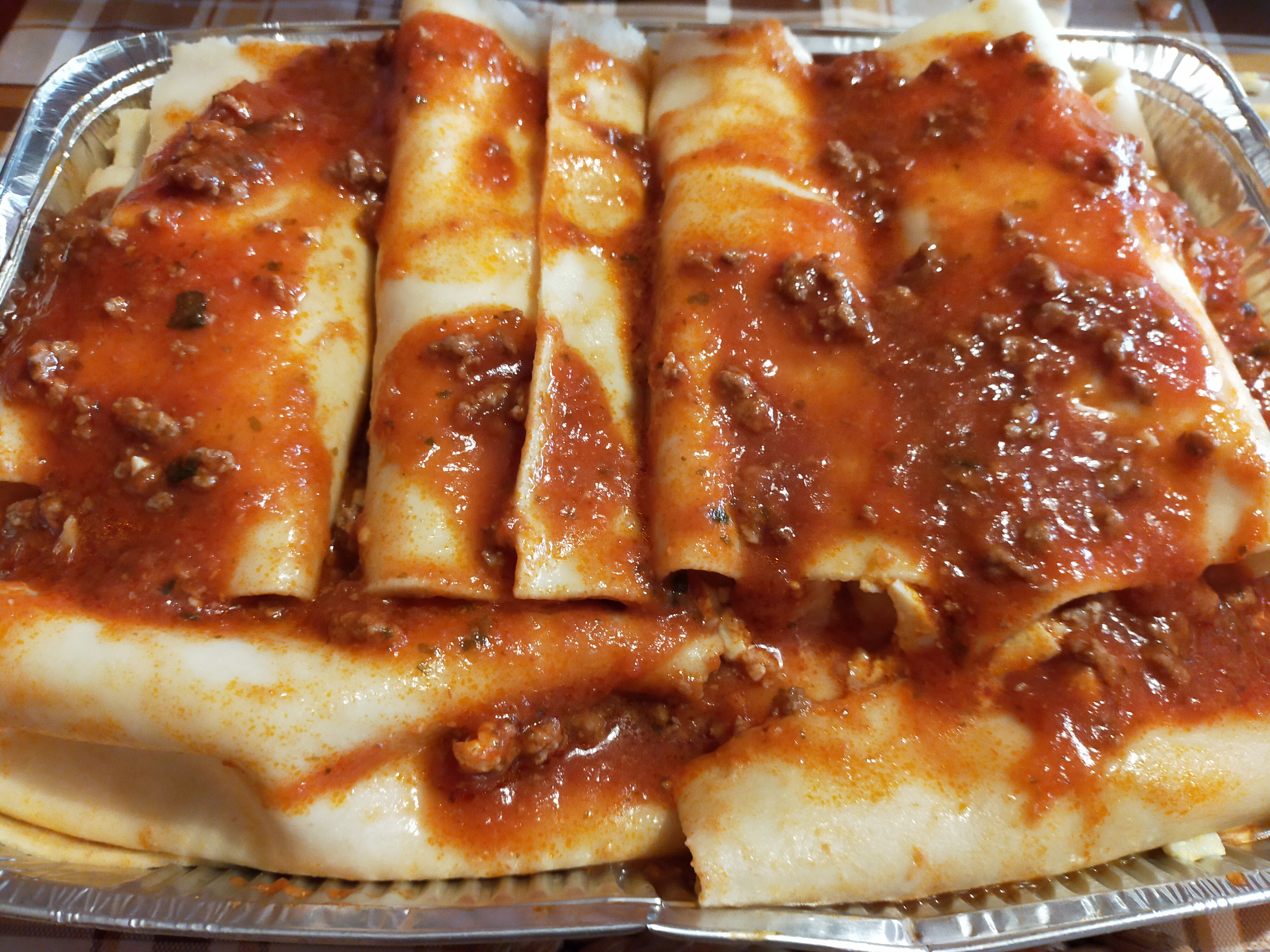
كانيلوني مصنوع من عجين منزليًا
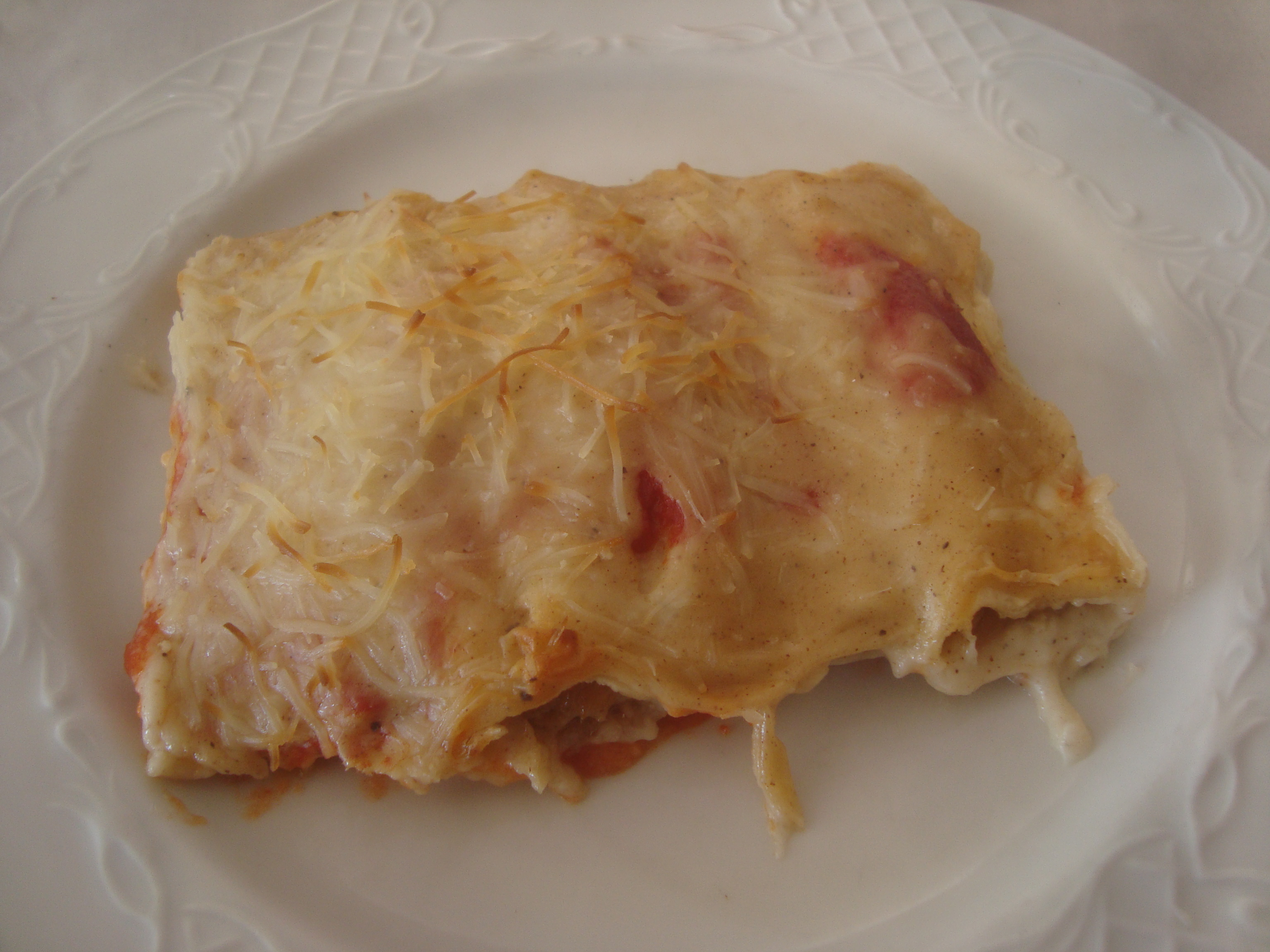
غراتان كانيلوني
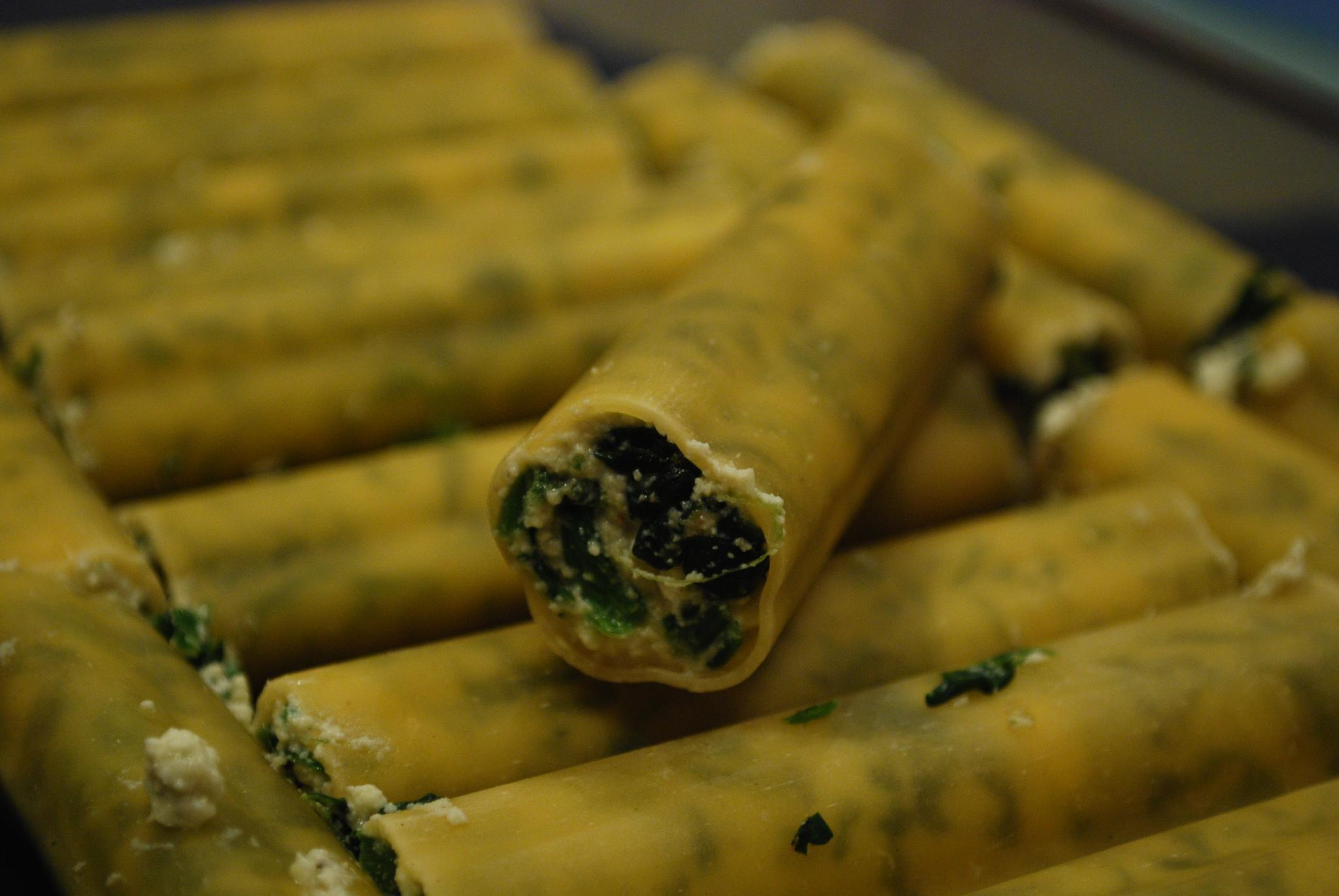
كانيلوني محشو بالسبانخ وجبن ريكوتا
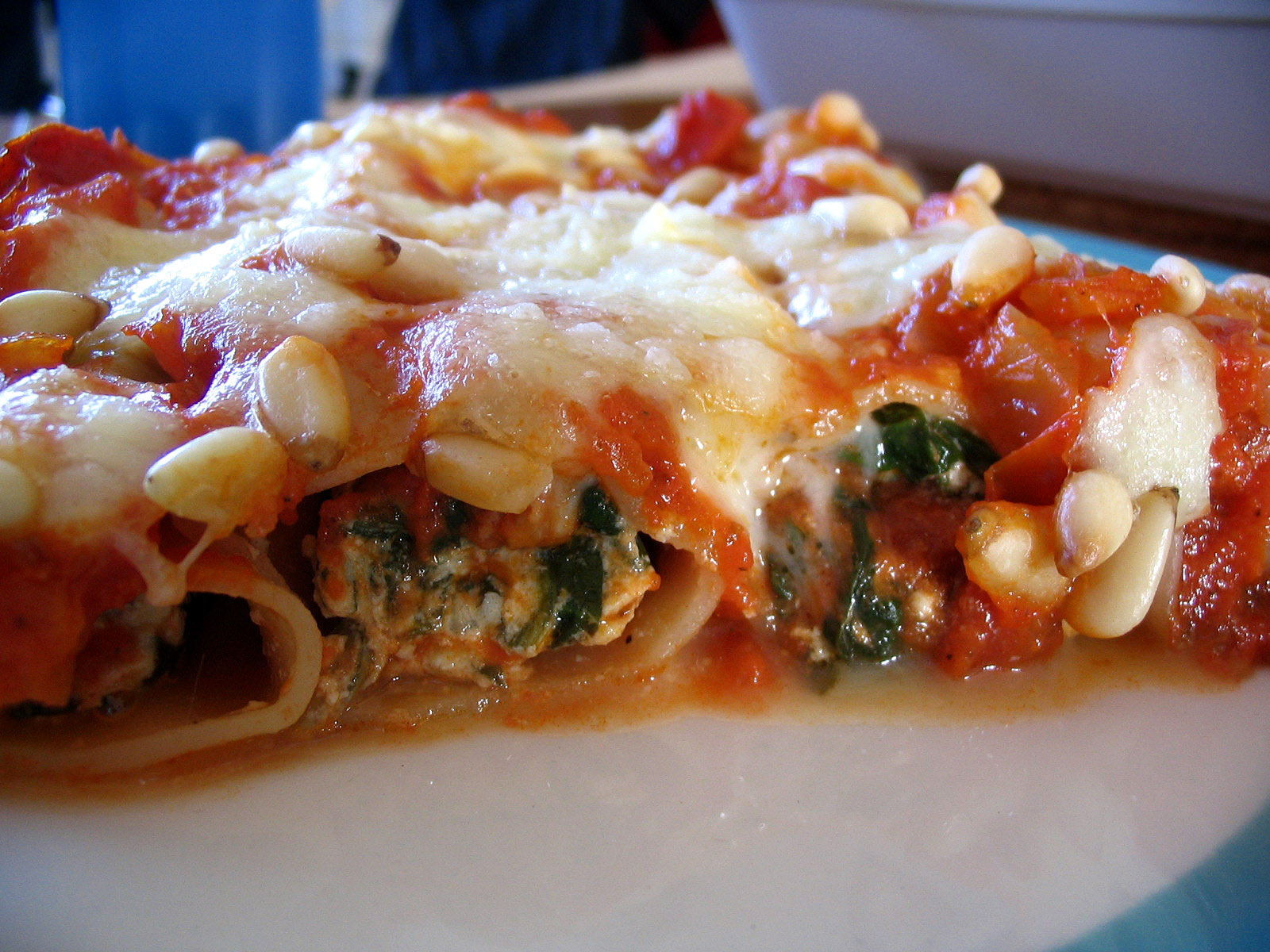

## أنظر أيضًا
- غراتان
- زنود الست